# Mur-de-Sologne
Mur-de-Sologne  es una población y comuna francesa, en la región de Centro, departamento de Loir y Cher, en el distrito de Romorantin-Lanthenay y cantón de Selles-sur-Cher.

## Demografía
| 1022 | 925 | 1017 | 1102 | 1054 | 1197 | 1290 |
| Para los censos de 1962 a 1999 la población legal corresponde a la población sin duplicidades (Fuente: INSEE [Consultar]) |     |      |      |      |      |      |

## Lugares y monumentos
- La Morinière Castle fue construido a mediados del siglo XVI. Su fachada, decorada con un revestimiento de ladrillo, se caracteriza por una cierta asimetría cierta de las aperturas.